# Arenberg-Meppen GmbH
Die Arenberg-Meppen GmbH ist eine gemeinnützige Forst- und Grundbesitzverwaltung in Niedersachsen, die ihre eigenen Liegenschaften verwaltet. Sie gehört zu den ganz wenigen Forstbetrieben Deutschlands, die eigenen Wald in der Rechtsform der GmbH bewirtschaften. Die Gesellschaft ist als gemeinnützig anerkannt, ihre Erträge fließen einer Stiftung zu.
Sie hat ihren Sitz in Meppen. Ihr Wald liegt in Niedersachsen, hauptsächlich im Emsland sowie im Landkreis Cloppenburg: Eleonorenwald (2.065 ha), Forstrevier Karlswald (2.354 ha), Forstrevier Engelbertswald (2.373 ha, Städte Lingen, Haselünne, Stadt Löningen, Nordhorn und Gemeinden Geeste, Wietmarschen und Mettingen), Forstrevier Hedwigenwald (2.246 ha) sowie in der Lüneburger Heide (139 ha). Außerdem gibt es Grundbesitz im Münsterland in Nordrhein-Westfalen, in Brandenburg, Mecklenburg-Vorpommern und den Niederlanden. Mit ihren selbst bewirtschafteten Wäldern von über 9.500 Hektar ist die Arenberg-Meppen GmbH die größte private Forstverwaltung und größte private Waldbesitzerin Niedersachsens. Der landwirtschaftliche Besitz von über 3.500 Hektar ist verpachtet.
Die Arenberg-Meppen GmbH wurde 1928 gegründet und ist damit einer der ältesten deutschen Privatforstbetriebe in der Rechtsform GmbH. Sie entstand aus dem im Emsland gelegenen Grundbesitz des früheren Herzogs Engelbert-Maria von Arenberg aus dem Haus Arenberg. Dessen Sohn Engelbert-Charles von Arenberg (auch Engelbert Karl oder „EnKar“ genannt) war seit Gründung bis zu seinem Tod im Jahre 1974 Haupt- bzw. Alleingesellschafter. Seine Witwe Mathildis Herzogin von Arenberg geb. Callay gründete als nachfolgende Alleingesellschafterin 1976 die „Stiftung Herzog Engelbert-Charles und Herzogin Mathildis von Arenberg“. Sie legte fest, dass diese Stiftung nach ihrem Tod (1989) Alleingesellschafterin der Arenberg-Meppen GmbH und der unten genannten Arenberg-Nordkirchen GmbH wurde, die später mit der Arenberg-Meppen GmbH verschmolzen wurde. Die Stiftung ist gemeinnützig und unterstützt christliche Kindergärten, vornehmlich in Ostdeutschland.
Die Herzöge von Arenberg waren seit 1803 Landesherren des vormals fürstbischöflich-münsterischen Amtes Meppen, später Standesherren des Herzogtums Arenberg-Meppen im Königreich Hannover. Die Arenberger erwarben hier aus den Markenteilungen Heide- und Wehsandflächen überwiegend durch Ankäufe. Diesen Grundbesitz ließen sie in der zweiten Hälfte des 19. Jahrhunderts hauptsächlich mit Kiefern aufforsten. Zur Vorbereitung dieser Aufforstungen nutzten sie erstmals in der deutschen Forstwirtschaft ein Dampfpflugsystem, bei dem unter Leitung des Arenbergischen Oberforstinspektors Rudoph Clauditz über 2.000 Hektar kultiviert wurden. Dieser Grundbesitz wurde bis zur GmbH-Gründung in 1928 auf etwa 13.000 Hektar im Emsland erweitert und später durch Enteignungen (besonders für den Krupp’schen Schießplatz bei Meppen) und für Baulandverkäufe in den 1960er und 1970er Jahren verkleinert. Der 1903 vom Herzog Engelbert-Marie von Arenberg erworbene Grundbesitz um Schloss Nordkirchen (Südmünsterland) wurde nach Erweiterung durch Zukäufe in 1933 in die Arenberg-Nordkirchen GmbH umgewandelt und unter denselben Gesellschaftern und identischer Geschäftsführung wie die Arenberg-Meppen GmbH geführt und zum Jahresbeginn 2010 mit ihr verschmolzen.
Vom Windbruch des Niedersachsenorkans vom 13. November 1972 waren die Wälder der Arenberg-Meppen GmbH besonders stark betroffen. Auf den 3.347 Hektar kahl geworfenen Waldflächen und in den übrigen zerzausten Arenberger Wäldern wurden über 540.000 Kubikmeter Holz zu Boden geworfen, etwa 88 % des gesamten Holzvorrates der Wälder. Kein anderer größerer Forstbetrieb erlitt ähnlich hohe Schäden durch den Orkan. Für das anschließende Wiederaufforstungsprojekt wurde unter dem Arenberger Forstdirektor (und späteren Geschäftsführer) Heinz Blankenspeck das Sögeler Streifenpflugverfahren entwickelt. Dabei wurde zur Anlage der Pflanzstreifen auf den Schadflächen ein schneepflugartiger Frontpflug vor einer Raupe eingesetzt. Mit diesem Verfahren bleiben die Wurzelstöcke und das Astreisig und damit die ökologisch wichtigen Humus- und Nährstoffe auf den Waldflächen erhalten. Dieses forstliche Arbeitsverfahren hat sich mittlerweile weit über die Grenzen des Emslandes hinaus in Niedersachsen als bodenschonend und gleichzeitig kostensparend etabliert.